# Rio Sadar
O rio Sadar é um rio de Navarra, Espanha, que nasce nas serras de Aranguren e de Tajonar e desagua no rio Elorz em Pamplona. Percorre 19 km de leste para oeste, nas margas eocénicas da Cuenca (bacia) de Pamplona, drenando uma bacia hidrográfica de cerca de 70 km². Recebe aproximadamente 700 mm de precipitação média anual, que resulta num caudal estimado em 12 hm³ anuais. É um rio pequeno, com caudal geralmente escasso, mas que por vezes apresenta problemas de inundações. O seu leito tem uma largura média de 6 a 8 metros, incluindo os taludes. Em Pamplona, onde percorre cerca de 3,7 km, atravessa o campus da Universidade Pública de Navarra e desemboca no rio Elorz.